# Lê Văn Hưu

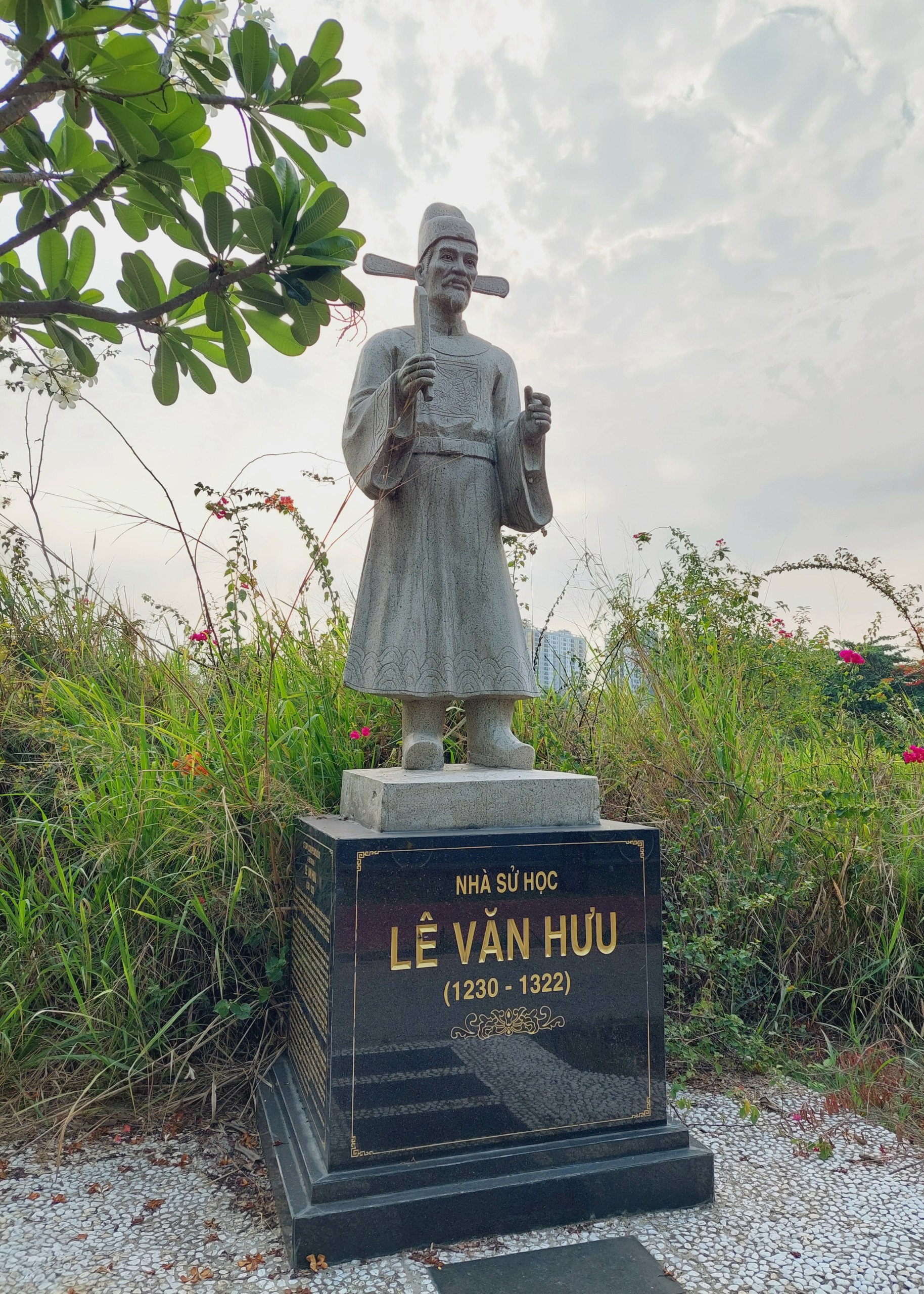
Statue von Lê Văn Hưu

Lê Văn Hưu (* 1230; † 1322) war ein vietnamesischer Gelehrter und Historiker zur Zeit der Trần-Dynastie. Er schrieb ein umfassendes Geschichtswerk, welches die vietnamesische Geschichte bis zu seiner Zeit abbilden sollte. Das Werk ist im Original nicht erhalten geblieben, jedoch finden sich Passagen seines Werkes in späteren Arbeiten.

## Leben
Le Van Huu absolvierte 1247 das Examen für Gelehrte am Kaiserhof der Tran. Er wurde nach dem Abschluss seiner Prüfungen als Gelehrter und Historiker in den Strukturen der höfischen Gelehrsamkeit beschäftigt. 1272 präsentierte er dem Thron sein umfassendes Geschichtswerk Historische Aufzeichnungen des Dai Viet (Dai Viet Su Ky). Le Van Huu griff unter anderem auf die publizierten historischen Aufzeichnungen von Tran Pho zurück, welcher im 12. Jahrhundert als Historiker am Hofe tätig war. Sein Werk ist selbst nicht erhalten geblieben, jedoch wurden Teile in die Vollständigen historischen Aufzeichnungen des Dai Viet übernommen, welche durch Ngô Sĩ Liên im 15. Jahrhundert unter der Lê-Dynastie verfasst wurden. In den Schriften von Le Van Huu zeigte sich ein deutlicher konfuzianischer Einfluss im damals buddhistisch dominierten Vietnam.